# Subdirektes Produkt
In der universellen Algebra ergibt sich das Problem, dass nicht alle (universellen) Algebren als direktes Produkt direkt irreduzibler Algebren dargestellt werden können. Als Lösung bietet sich das sogenannte subdirekte Produkt an, eine bestimmte Art einer Unteralgebra eines direkten Produktes. Der erste Darstellungssatz von Garrett Birkhoff besagt dann, dass sich jede Algebra als subdirektes Produkt subdirekt irreduzibler Algebren schreiben lässt.

## Definition
Es seien {\displaystyle A_{i}(i\in I)} Algebren vom selben Typ, das heißt von derselben algebraischen Struktur, und {\displaystyle I} eine Indexfamilie.
Eine Unteralgebra {\displaystyle B\subseteq \prod _{i\in I}A_{i}} heißt subdirektes Produkt der {\displaystyle A_{i}},
falls {\displaystyle \alpha _{j}(B)=A_{j}} gilt für alle {\displaystyle j\in I}, wobei
{\displaystyle \alpha _{j}:\prod _{i\in I}A_{i}\rightarrow A_{j}} die kanonische Projektion bezeichnet.

## Subdirekte Irreduzibilität
Eine Einbettung {\displaystyle \varphi :A\rightarrow \prod _{i\in I}A_{i}} heißt subdirekte Darstellung von {\displaystyle A},
falls {\displaystyle \varphi (A)} subdirektes Produkt der {\displaystyle A_{i}} ist.
{\displaystyle A} heißt subdirekt irreduzibel, falls für jede subdirekte Darstellung ein {\displaystyle j\in I} so existiert, dass {\displaystyle \alpha _{j}\circ \varphi :A\rightarrow A_{j}} ein Isomorphismus ist.

## Motivation
Dass eine Algebra im Normalfall nicht als direktes Produkt direkt irreduzibler Algebren dargestellt werden kann, zeigt folgendes Beispiel: Eine boolesche Algebra {\displaystyle B} ist genau dann direkt oder subdirekt irreduzibel, wenn {\displaystyle \mathrm {card} \,B\leq 2} gilt.
Eine abzählbar unendliche boolesche Algebra ist gegeben durch {\displaystyle B=(X,\cup ,\cap ,',\emptyset ,\mathbb {N} )} mit Trägermenge
{\displaystyle X:=\left\{M\subseteq \mathbb {N} \,:\,M{\mbox{ endlich}}{\mbox{ oder }}\mathbb {N} \setminus M{\mbox{ endlich}}\right\}}. Diese kann unmöglich direktes Produkt zweielementiger Algebren sein, da ein solches Produkt entweder endlich oder überabzählbar ist.

## Darstellungssatz von Birkhoff
Jede Algebra ist isomorph zu einem subdirekten Produkt subdirekt irreduzibler Algebren desselben Typs.
Die Darstellung als subdirektes Produkt ist nicht eindeutig.

## Beispiel
Oben erwähnte boolesche Algebra hat beispielsweise folgende subdirekte Darstellung:
{\displaystyle \varphi :X\rightarrow \left\{0,1\right\}^{\mathbb {N} }} mit
{\displaystyle (\varphi (x))_{j}={\begin{cases}1,&{\mbox{falls }}j\in x\\0,&{\mbox{falls }}j\not \in x\end{cases}}}